# 兩峰島
兩峰島（英語：Two Summit Island），是南極洲的島嶼，位於南設得蘭群島，處於菲爾德斯海峽東面入口處，在1935年由英國研究隊命名，現時由南極條約體系管理。